# نوروآناتومی

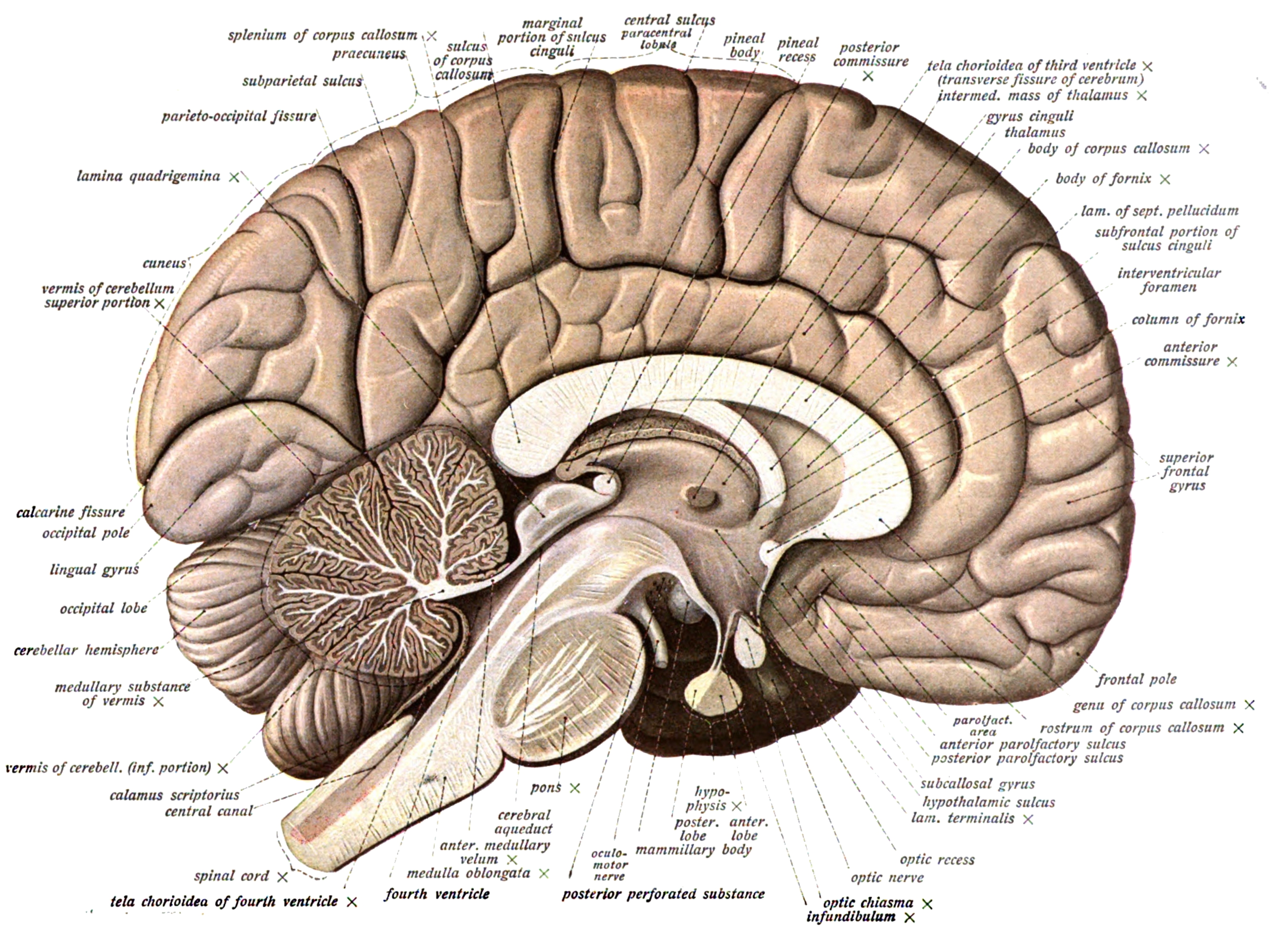
نوروآناتومی، به مطالعه آناتومی و سازماندهی دستگاه عصبی می پردازد. در اینجا تصویر مقطع عرضی از آناتومی مغز انسان می پردازد.

نوروآناتومی (به انگلیسی: Neuroanatomy)، مطالعه ساختار و سازماندهی دستگاه عصبی است. حیواناتی که تقارن دوطرفه دارند، در مقایسه با حیواناتی که تقارن شعاعی داشته و دستگاه عصبیشان به صورت شبکه توزیع شده ای از سلول های عصبیست، دارای دستگاه عصبی معین و متمایزی اند. لذا، نوروآناتومی حیواناتی با تقارن دوطرفه، قابلیت درک بهتری دارد. در مهره‌داران، دستگاه عصبی به ساختار داخلی مغز و طناب نخاعی (هردو را با هم، دستگاه عصبی مرکزی یا CNS نامند) و مسیرهای عصبی متصل به بقیه بدن (به نام دستگاه عصبی پیرامونی یا PNS شناخته می شود) تقسیم بندی می شود. تقسیم بندی دستگاه عصبی به ساختارها و نواحی متمایز، جهت مطالعه و تحقیق در مورد این دستگاه و کارکردش نقش مهمی داشته است. به عنوان مثال، بسیاری از آموخته‌های دانشمندان علم اعصاب، از مشاهده نحوه اثرپذیری رفتار یا دیگر عملکردهای عصبی از آسیب‌ها یا جراحات به نواحی خاص مغز به‌دست آمده است.
برای اطلاع در مورد ترکیب دستگاه‌های عصبی حیوانات غیر-انسانی به مقاله دستگاه عصبی رجوع کنید. برای اطلاع در مورد ساختار دستگاه عصبی گونه انسان (Homo sapiens)، مغز انسان، یا دستگاه عصبی پیرامونی را ببینید. این مقاله به بحث در مورد خود نوروآناتومی به عنوان شاخه ای علمی می‌پردازد.

## ارجاعات
1. ↑  شیرازی، رضا؛ اسفندیاری، ابراهیم. نورو آناتومی بالینی اسنل ۲۰۱۹ (ویراست هشتم). تهران: اندیشه رفیع. صص. ۶۷۸. شابک ۹۷۸-۹۶۴-۹۸۷۸-۸۰-۵.
2. ↑  فیزیولوژی پزشکی گایتون-هال، علی حائری روحانی، حوری سپهری، زهرا قاسم‌زاده، علی راستگار فرج‌زاده. ج. ۲ جلد. انتشارات اندیشه رفیع. ۱۴۰۰. صص. ۱۴۱۸. شابک ۹۷۸-۶۲۲-۲۷۳-۰۰۱-۷.
3. ↑  «نوروآناتومی بیماریهای نورودژنراتیو». www.sid.ir. دریافت‌شده در ۲۰۲۴-۰۳-۱۹.

- مشارکت‌کنندگان ویکی‌پدیا. «Neuroanatomy». در دانشنامهٔ ویکی‌پدیای انگلیسی.